# ÓPA
Chansons représentant la Grèce au Concours Eurovision de la chanson
This Is Our Night
(2009) Watch My Dance
(2011)
ÓPA (en grec ΏΠΑ) est la chanson représentant la Grèce au Concours Eurovision de la chanson 2010, à Oslo, en Norvège. Elle est interprétée par Yórgos Alkéos & Friends.

## Genèse
Alkaios avait initialement écrit la musique de la chanson environ deux ans auparavant, sans avoir l'intention de la soumettre au Concours Eurovision de la chanson à l'époque. Après que le parolier Yiannis Antoniou ait entendu la musique un an plus tard, il a demandé à Alkaios d'en écrire les paroles. Dans le processus, d'autres musiciens et employés de Friends Music Factory, dont Dionysi Schina, Kassiani Karagioule, Dimitris Hortaria, Stavros Apostolou, Tolis Schina et Manos Hortaria, entre autres, contribuent à la moitié des paroles de la chanson. Une fois terminé, ses amis musiciens Dionysis Schinas et Yiannis Antoniou exhortent Alkaios à soumettre la chanson à la station de radio et de télévision ERT. Dans l'intention initiale d'être uniquement le compositeur de la chanson, Alkaios accepte de soumettre la chanson et Schinas la livre aux bureaux de l'ERT. Plus tard, il est décidé qu'Alkaios interpréterait la chanson sur scène avec les "Friends".
Cette participation est la première depuis 1998 à être entièrement chantée en grec. ÓPA est une interjection grecque utilisée pour exprimer la joie ou la bonne humeur, notamment pendant la danse. La chanson parle de laisser le passé derrière soi et de recommencer. Dans un monde ébranlé par les conditions économiques de 2008, Alkaios estime que les gens auraient dû simplement dire "Ouch" et passer à autre chose.

## Sélection
Sept chansons sont présentées le 12 mars 2010 à la finale grecque. La chanson est la quatrième de la soirée, interprétée avec Alkaios avec ses "Friends", composés des musiciens Iakovos Gogua, Evgenios Bouli, Petros Zlatkos et Anastasios Kanaridis qui sont les choristes et danseurs d'accompagnement, avec Lazos Ioannidis jouant de la lyre pendant la pause de la chanson.
À l'issue du vote, ÓPA est déclaré vainqueur grâce au télévote.
En raison des difficultés financières rencontrées par ERT, la chaîne utilise la performance de la finale nationale comme clip officiel de la chanson sortie le 19 mars 2010. De son côté, Alkaios finance la production d'un autre clip réalisé par Sherif Francis, tourné à Milos.

## Eurovision

### Demi-finale
La Grèce est placée dans la première demi-finale le 25 mai. La chanson est la treizième de la soirée, suivant It's All About You interprétée par Juliana Pasha pour l'Albanie et précédant Há dias assim interprétée par Filipa Azevedo pour le Portugal.
La performance du concours diffère de celle de la finale nationale, avec Emi Zarian en tant que metteur en scène et Pantelis Mitsou chargé du style et des costumes. La chanson elle-même a également été modifiée, avec une nouvelle introduction et un pont de lyre pontique pour ouvrir la présentation scénique.
Alkaios se classe parmi les dix premières chansons qualifiées pour la finale le 29 mai en prenant la deuxième place avec 133 points, derrière Me and My Guitar interprétée par Tom Dice pour la Belgique.

#### Points attribués à la Grèce lors de la demi-finale
| 12 points     | 10 points                                          | 8 points                                                                  | 7 points                      | 6 points |
| ------------- | -------------------------------------------------- | ------------------------------------------------------------------------- | ----------------------------- | -------- |
|               | - Albanie - Belgique - Espagne - Portugal - Serbie | - Allemagne - Bosnie-Herzégovine - Finlande - Islande - Malte - Slovaquie | - Moldavie - Pologne - Russie |          |
| 5 points      | 4 points                                           | 3 points                                                                  | 2 points                      |          |
| - Biélorussie | - France                                           | - Macédoine                                                               | - Estonie                     |          |

### Finale
Lors de la finale, la chanson est la onzième de la soirée, suivant It's for You interprétée par Niamh Kavanagh pour l'Irlande et précédant That Sounds Good to Me interprétée par Josh Dubovie pour le Royaume-Uni.
À la fin des votes, la chanson obtient 140 points et finit à la huitième place sur vingt-cinq participants. Elle est la chanson non anglaise la mieux classée du concours.

#### Points attribués à la Grèce lors de la finale
| 12 points                                   | 10 points | 8 points                         | 7 points                      | 6 points             |
| ------------------------------------------- | --------- | -------------------------------- | ----------------------------- | -------------------- |
| - Albanie - Belgique - Chypre - Royaume-Uni | - Serbie  | - Allemagne - Islande - Portugal | - Finlande - Malte - Roumanie | - Bosnie-Herzégovine |
| 5 points                                    | 4 points  | 3 points                         | 2 points                      |                      |
| - Bulgarie - Espagne - Slovaquie            | - France  | - Arménie - Pays-Bas - Turquie   | - Moldavie                    | - Pologne            |

## Postérité
ÓPA est officiellement adoptée par l'université de Bournemouth au Royaume-Uni comme hymne des travaux de terrain dans le cadre du programme de fouilles en juin et juillet 2010.

### Reprises
Le chanteur israélien de musique mizrahi Omer Adam sort une version de cette chanson en hébreu en octobre 2010 intitulée Hopa. La chanson est également un morceau de son premier album, Names Mimeh.